# Marie-Sára Štochlová
Marie-Sára Štochlová (11 de março de 1999) é uma jogadora de vôlei de praia checa.

## Carreira
Em 2014 formou dupla com Tereza Kotlasová na edição do Campeonato Europeu Sub-18 realizado em Kristiansand e finalizaram na sexta posição. Na edição de 2015, realizada em Riga,  estiveram juntas na conquista da medalha de bronze. Ainda em 2015 obteve o sétimo posto na etapa Pelhrimov no Circuito MEVZA com Martina Maixnerová. Compeitiu com esta parceria  em 2016 e finalizou na quinta posição na edição do Mundial Sub-19 em Lárnaca e conquistou a medalha de ouro no Campeonato Europeu Sub-18 de Brno.
No circuito nacional de 2017, continuou ao lado de Martina Maixnerová, e terminaram em nono lugar na etapa de Praga, mesma posição obtida no Mundial Sub-21 em Nanquim, ainda disputou a etapa Satélite do circuito europeu ao lado de Karolína Řeháčková.
Em 2018 retornou a dupla com Martina Maixnerová e disputaram o Másters de Pelhrimov do circuito europeu, alcançando a nona posição na etapa de Praga no circuito nacional, disputaram o torneio quatro estrelas do circuito mundial em Ostrava, conquistando a quarta posição no Campeonato Europeu Sub-20 em Anapa, sagrando-se campeãs da etapa de Praga do circuito MEVZA; neste mesmo ano competiu de novo com Karolína Řeháčková e alcançaram o quinto lugar no o torneio uma estrela de Samsun, competindo as demais etapas com Maixnerová.
No período de 2019 esteve com Miroslava Dunárová no circuito nacional e terminaram na terceira colocação em Praga e em quarto na etapa de Uherske Hradiste e ainda terminaram em nono lugar no Campeonato Europeu Sub-22 em Antália.Em 2020 esteve no circuito nacional com Martina Maixnerová, obtendo as terceiras posições nas etapas de Chodov	e Litomerice.No ano de 2021 competiu com Martina Williams na Finals Continental Cup na Holanda e no circuito mundial e com melhor desempenho tiveram o título do torneio uma estrela de Ljubljana e o vice-campeonato no torneio duas estrelas de Brno;e no circuito nacional foram campeãs e Wolfurt,  Nymburk, Uherske Hradiste, Wolfurt e o vice-campeonato em Opava.
Ainda em 2021 disputou ao lado de Barbora Hermannová na edição do Campeonato Europeu em Viena e no tonrieo quatro estrelas de Itapema.Em 2022 disputaram o Challenge do circuito mundial, terminando em quinto na cidade de Kuşadası, nono em Doha e décimo sétimo lugar em Tlaxcala; disputaram o Elite 16 de Ostrava e Jūrmala e na edição do Campeonato Mundial  de Roma

## Títulos e resultados
- Future de Brno do Circuito Mundial de Vôlei de Praia de 2023
- 2* de Brno do Circuito Mundial de Voleibol de Praia de 2021
- 1* de Ljubljana do Circuito Mundial de Voleibol de Praia de 2021